# Галагові
Галагові (Galagidae) — родина лоріподібних приматів. Є близькими родичами лорієвих і розглядалися раніше як одна з їхніх підродин. До галагових належать п'ять родів, у яких налічується 25 видів.

## Поширення
Галагові живуть в Африці південніше Сахари, але не зустрічаються на Мадагаскарі. У деяких регіонах їх чисельність вельми висока, і їх виживанню в цілому нічого не загрожує.

## Зовнішність
Гострі вуха галагових і їхня мордочка нагадують кішку, проте їх кінцівки пристосовані не стільки до швидкого бігу, скільки до лазіння і хапання. Шерсть м'яка і густа, а її забарвлення варіює залежно від виду від срібно-коричневої до оранжево-коричневою. Для галагових, як для всяких активних ночами звірів, характерні дуже великі очі. Довжина хвоста становить більш ніж половину довжини тулуба. Загальна довжина тулуба у дорослих особин сягає від 11 см (карликові галаго) до майже 50 см (товстохвості галаго), а маса варіює від 50 До 2000 г. Самець в середньому на десять відсотків важче, ніж самка.

## Поведінка
Галагові швидко пересуваються по деревах і вміють стрибати майже на 12 метрів. Це відрізняє їх від лоріобразних, які менш моторні й майже не стрибають. Основним часом діяльності галагових є ніч, однак вони активні не лише вночі. Більшість денного часу вони проводять в густій рослинності або в деревних дуплах. Соціальна поведінка цих звірів досить різноманітна. Іноді вони утворюють прості спальні суспільства і йдуть після цього на пошуки їжі поодинці. Іноді вони гуртуються в групи від семи до дев'яти тварин, в яких живуть досить тривалий час. Галагові відрізняються територіальною поведінкою і захищають свій ареал від вторгнень чужих особин, як правило представників тієї ж статі. Багато видів миють свої руки і ноги у власній сечі, після чого, проходячи по своєму ареалу, маркують його своїм запахом. Галагові часто кричать, і ці крики різняться в залежності від того, що ними галагових хочуть виразити. Бувають агресивні крики, що служать для відлякування чужих особин. Іншими криками галагові намагаються попереджати своїх родичів про небезпеку.

## Харчування
Їжа галагових істотно відрізняється в залежності від виду. Існують види, що харчуються переважно комахами. Інші види воліють рослинну їжу, таку як листя, фрукти або деревні соки.

## Розмноження
Двічі на рік самиця після чотиримісячної вагітності народжує по два, зрідка три або одне, дитинча. Іноді вона усамітнюється для пологів, щоб самець не вбив потомство. За чотири тижні молодняк починає пробувати першу немолочну їжу, а через вісім тижнів повністю припиняють смоктати молоко. Статевої зрілості галагові досягають у віці року. У неволі їх тривалість життя сягає 16 років, в дикій природі вони лише зрідка стають старше восьми років.

## Класифікація
- Рід Sciurocheirus
  - Sciurocheirus alleni
  - Sciurocheirus gabonensis
  - Sciurocheirus cameronensis
  - Sciurocheirus makandensis
- Рід Otolemur
  - Otolemur crassicaudatus
  - Otolemur garnettii
  - Otolemur monteiri
- Рід Galagoides
  - Galagoides cocos
  - Galagoides demidovii
  - Galagoides granti
  - Galagoides nyasae
  - Galagoides orinus
  - Galagoides rondoensis
  - Galagoides thomasi
  - Galagoides zanzibaricus
- Рід Euoticus
  - Euoticus elegantulus
  - Euoticus pallidus
- Рід Galago
  - Galago gallarum
  - Galago matschiei
  - Galago moholi
  - Galago senegalensis
- Рід †Komba (Simspon, 1967)
  - †Komba robustus (Le Gros Clark and Thomas, 1952)
  - †Komba minor (Le Gros Clark and Thomas, 1952)
  - †Komba walkeri (Harrison, 2010)
  - †Komba winamensis (McCrossin, 1992)
- Рід †Laetolia (Harrison, 2011)
  - †Laetolia sadimanensis (Walker, 1987)